# 佛說慢法經
《佛說慢法經》（韓語：만법경），由西晉僧人、佛經翻譯家法炬所譯，該經收錄於大正藏經集部第17冊739部、乾隆藏小乘阿含部第55冊632部，另於高麗藏、嘉興藏、中華藏、永樂南藏、永樂北藏、洪武南藏、普寧藏、開寶藏、至元錄、卍正藏等經藏皆有收錄此經典。

## 內容概要
釋迦牟尼佛告訴侍者阿難尊者，為什麼都在學佛，有些人學佛後便富貴了，但有些人學佛後卻出現衰敗、損喪等不利的情況。
- 真正虔誠修行學佛之人，精進修持並嚴守戒律，得增長福報的果報：

信佛、學佛後，跟隨明師受佛教戒律、聞法聽課，精進修持嚴守戒律，行持相應於佛經，並不忘失所學、不違背戒律，所以常得到諸天善神的侍衛和擁護，事事如意、福報增長、眾人尊敬。
- 輕慢三寶並經常為惡、犯戒之人，得相應的業報：

信佛、學佛後，未遇明師，也沒有經書和佛像，也不恭敬三寶，不理解佛理，卻執意受戒，沒有恭敬之心，受戒後經常犯戒，信心不堅定、猶豫不肯讀經，不行佛道、不種福田，對佛教常常時而相信時而不信，也不記得齋戒之日應該齋戒、燒香、供燈、禮佛，除了造作各種惡業（如：出惡口、使人殺生），見到佛經或佛像亦無恭敬之心，如有經書則掛於牆上、丟在床席上、仍在衣服、被子、破爛容器中或讓人用不乾淨的手拿經書，即使屋裡遭到煙熏或漏雨，也不會去關心那些經書，也不燒香、燃燈、禮拜，對待佛經與外道經書沒有差別，這樣善神便會遠離，惡鬼容易接近，也因為行持的不端正、違背佛教戒律的等等行為，而招致種種惡業之果報。

## 外部連結
- 大正新脩大正藏經 佛說慢法經 （页面存档备份，存于）